# Polaruschakov
Polaruschakov är ett släkte av ringmaskar som beskrevs av Pettibone 1976. Polaruschakov ingår i familjen Polynoidae.
Kladogram enligt Catalogue of Life och Dyntaxa:
| Polaruschakov | \| \| Polaruschakov polaris \| \| \| \| \| \| Polaruschakov reyssi \| \| \| \| |
|               | \| \| Polaruschakov polaris \| \| \| \| \| \| Polaruschakov reyssi \| \| \| \| |
|               | Polaruschakov polaris                                                          |
|               |                                                                                |
|               | Polaruschakov reyssi                                                           |
|               |                                                                                |